# Mustapha Oussalah
Mustapha Oussalah (Liegi, 19 febbraio 1982) è un ex calciatore marocchino, di ruolo difensore.

## Palmarès

### Club

#### Competizioni nazionali
- Campionato belga: 1

Gent: 2014-2015